# Slobodan Aligrudić
Slobodan Aligrudić (en cirílico: Слободан Алигрудић; n. 15 de octubre de 1913-13 de agosto de 1985) fue un actor de cine serbio. Protagonizó algunos de los papeles más memorables del cine yugoslavo, como el rol protagonista en la película debut de Emir Kusturica en 1981 ¿Te acuerdas de Dolly Bell?. Su última película fue Papá está en viaje de negocios, también de Emir Kusturica, en 1985, año en que Aligrudić murió poco después de que la película ganase la Palma de Oro en el Festival de Cannes.